# Mogo Doesn’t Socialize
Mogo Doesn’t Socialize (рус. Мого не общается) — сюжетная арка комиксов о Зелёных Фонарях, опубликованная издательством DC Comics в мае 1985 года в выпуске Green Lantern vol. 2 #188. Сюжет, авторами которого стали Алан Мур и Дэйв Гиббонс, рассказывает о первом появлении Мого — «живой планеты» и таинственного члена Корпуса Зелёных Фонарей, а также впервые упоминает Книгу Оа — книгу законов Корпуса. Сюжет является одним из самых популярных в комиксах серий о Зелёных Фонарях, а также был включён в список «75 памятных моментов за всю историю DC Comcics» по версии Comic Book Resources, и дал название одноимённому комедийному скетч-шоу. Анимационная версия сюжета появилась в фильме-антологии 2011 года Зелёный Фонарь: Изумрудные рыцари, который входит в оригинальную анимационную вселенную DC.

## Сюжет
Зелёный Фонарь Арисия во время прочтения книги Оа поражается масштабам ведения Корпуса Зелёных Фонарей и спрашивает у Томара-Ре существуют ли Фонари, которых он никогда не видел. Томар-Ре рассказывает ей, что есть несколько членов Корпуса, которые не в состоянии присутствовать на заседаниях, например, Лезли Пон, который является вирусом оспы и может заразить своих коллег, или же Dkrtzy Rrr, который вообще не существует в том измерении, что и все остальные и является формальной математической формулой, который присутствует на заседаниях неизвестным никому способом и заметен только Стражам Вселенной. Но самым таинственным из всех является Мого. Некий охотник за головами Болфунга принял решение увенчать свой послужной список неизвестным ранее Зелёным Фонарём Мого. Он отправляется на планету, где по его данным, можно найти Мого, но сколько бы ни вызывал его выйти на бой, так и не дождался ответа. Он ищет его по джунглям, пояс которых охватывают всю планету в кольцо, но не находит следа чьего-либо пребывания. Спустя месяцы поисков, во время которых Болфунга составил несколько карт и схем, в надежде с их помощью отыскать местонахождение Мого. Он исследует растения, чтобы понять, не владеет ли какое-либо из них кольцом Зелёного Фонаря, и даже насекомых. Наконец, он понимает значение зелёного пояса растений поперёк целой планеты и в ужасе собирает оборудование и пытается бежать так быстро, как только может.
Да, Мого и был той самой планетой. Именно потому он не хочет общаться. Если он когда-нибудь посетит собрание на Оа, гравитационное поле уничтожит обе планеты.

## Переиздания
Сюжет был переиздан трижды:
- В сборнике The Best of DC #71 в апреле 1986 года;
- В сборнике, посвящённому работам Алана Мура Across the Universe: The DC Universe Stories of Alan Moore в 2003 году.
- В сборнике DC Universe: The Stories of Alan Moore в 2006 году (ISBN 1-84576-257-6, ISBN 1-4012-0927-0).